# Miłajewka
Miłajewka (ros. Милаевка) – wieś (ros. деревня, trb. dieriewnia) w zachodniej Rosji, w sielsowiecie kondratowskim rejonu biełowskiego w obwodzie kurskim.

## Geografia
Miejscowość położona jest nad rzeką Udawa, 12,5 km od centrum administracyjnego sielsowietu kondratowskiego (Ozierki), 26,5 km od centrum administracyjnego rejonu (Biełaja), 100 km od Kurska.

## Demografia
W 2010 r. miejscowość nie posiadała mieszkańców.